# 陳偉仁
陳偉仁，是台灣知名軟體公司友立資訊的創辦人，曾獲選為1988年中華民國資訊產業十大傑出人物。他也是一名虔誠的基督徒，曾任職台灣世界展望會副會長，目前擔任中華基督教長老會台北信友堂董事長及該堂長老、心又新關懷協會的創辦人及理事長。他也是一名文字創作者及攝影家，涉獵於散文、童書、新詩等文體創作。

## 學歷
- 台灣大學EMBA
- 交通大學計算機工程碩士
- 逢甲大學資訊工程學系(電子計算機科學系)

## 經歷
陳偉仁到台灣電力公司上班，利用個人電腦在CP/M系統上開發「圖形線上電壓與電流監視系統」。碩士畢業後進入資訊工業策進會工作，開發出全世界第一套在Microsoft Windows 1.0的黑白影像處理程式，並陸續與台灣的全友電腦、宏碁、東元科技，日本的Ricoh以及義大利Olivetti等公司的影像掃描器搭售，行銷到世界各地。
1989年與陳學群、廖敏芳創立友立資訊，隔年開發全世界第一套在Microsoft Windows 2.0的全彩影像處理程式La Palette，與包括HP、全友電腦等許多世界知名的彩色影像掃描器搭售，並開始進入全世界的零售市場。後來繼續參與PhotoStyler、ImagePals及PhotoImpact等產品的研發。
2001年，擔任友立資訊董事長並兼任總經理，直到2005年4月友立資訊被美國英特維數位科技收購後才退休離開友立資訊經營團隊。
退休后，他积极投身志工，自2006年1月起，每周五晚8点30分在基督教好消息广播电台主持《新诗博客》节目，并担任世界宣明会台湾分会副会长。
2011年3月離開台灣世界展望會後，目前仍繼續從事社會福利與團體組織改造工作，並出版詩集《旅行詩篇》及開攝影展。

## 作品

### 電腦軟體
- La Palette
- PhotoStyler（英语：PhotoStyler）
- Image Pals
- PhotoImpact

### 詩集
- ISBN 9868181704 詩集「旅行詩篇」

### 繪本
- ISBN 9868271002 繪本「胖子尋寶」

## 相關
- 友立資訊
- 跨越山峰的人－陳偉仁的故事，劉惠慈，2006年6月，佳音月刊。